# La cuenca de Argenteuil con un velero
La cuenca de Argenteuil con un velero es una pintura al óleo sobre lienzo de una escena de otoño de la cuenca de Argenteuil, pintado por el artista impresionista francés Claude Monet en 1874.

## Creación
La pieza fue creada durante la residencia de Monet en Argenteuil, una ciudad a orillas del Sena, en las afueras de París. Monet compró un barco para usarlo como estudio flotante y pintó muchas escenas de los alrededores.

## Galería Nacional de Irlanda
La pintura fue comprada por el dramaturgo y activista irlandés Edward Martyn en 1899, por consejo de su primo, George Moore. Fue legada a la Galería Nacional de Irlanda en 1924. La obra está valorada en 10 millones de euros.

## Vandalismo y restauración
Alrededor de las 11 de la mañana del 29 de junio de 2012 un visitante de la galería, Andrew Shannon, golpeó el cuadro causando «un enorme daño, un daño impactante», con «un extenso desgarro de tres ramas».
Después de 18 meses de trabajo de restauración, el 1 de julio de 2014, la pintura fue colgada de nuevo en la galería, detrás de un vidrio protector. La restauración vio que el 7% del área dañada se perdió, en un proceso que implicó coser hilos microscópicos de nuevo.
Shannon fue encarcelado por cinco años por este vandalismo.